# Billerbeck
Billerbeck es un municipio situado en el distrito de Coesfeld, en el estado federado de Renania del Norte-Westfalia (Alemania), con una población a finales de 2016 de unos 11 594 habitantes.
Se encuentra ubicado al norte del estado, en la región de Münster, cerca de la frontera con Países Bajos y de la orilla norte del río Lippe —un afluente derecho del Rin—.

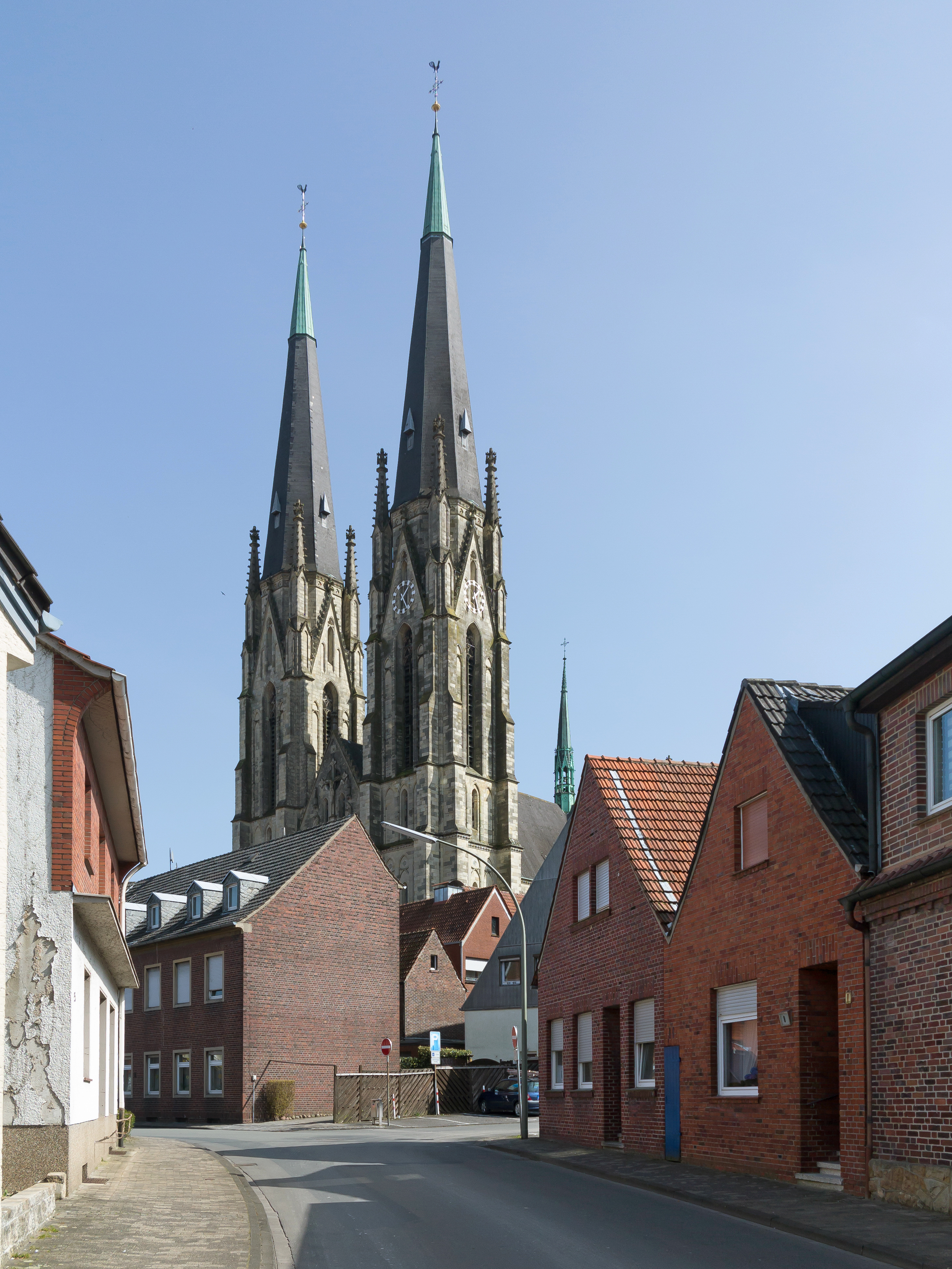
La iglesia: Propstei- y Wallfahrtskirche Sankt Ludgerus

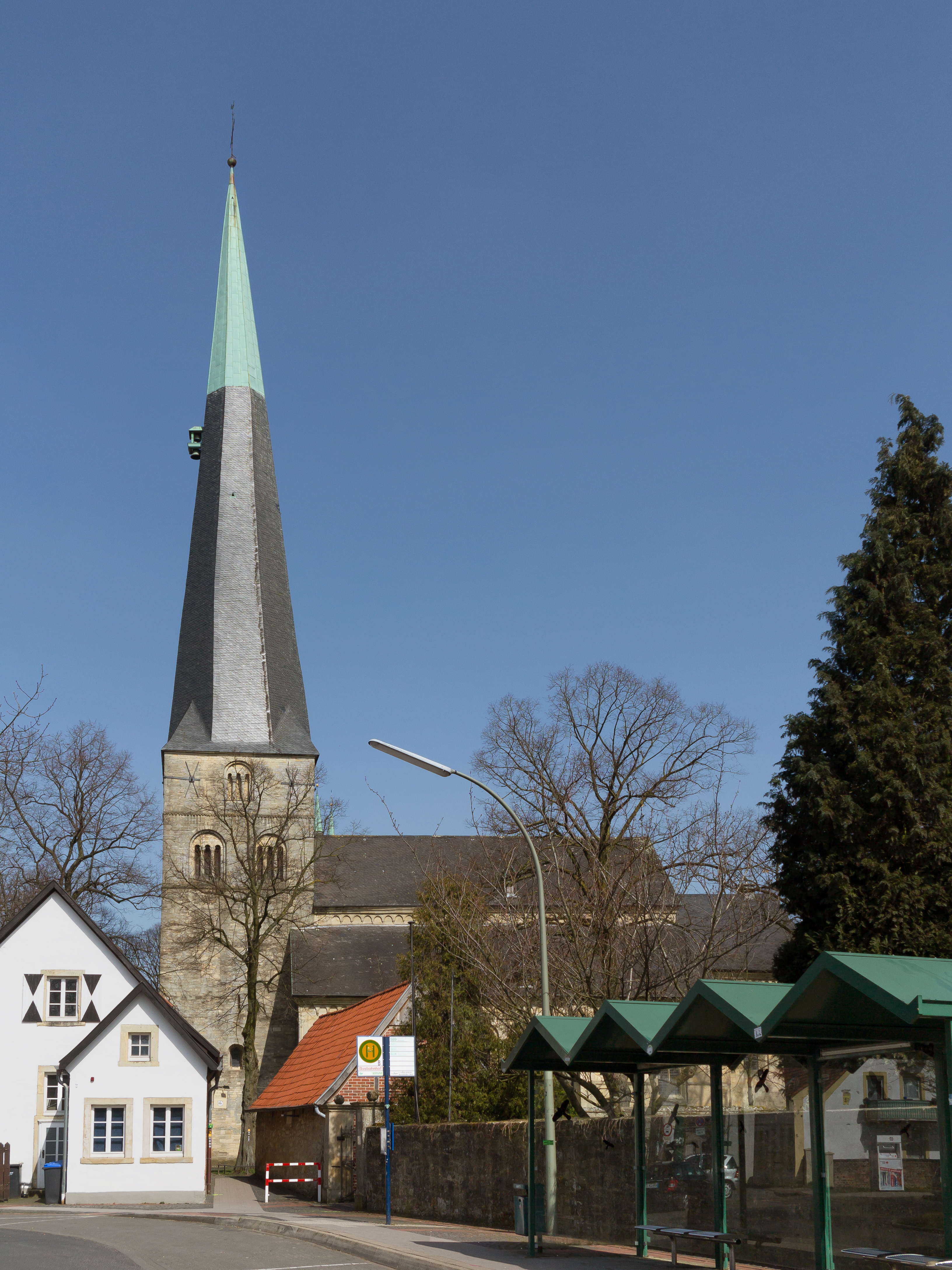
La iglesia: Johanniskirche